# Gelaohui
La Gelaohui (en chino: 哥老會; Pinyin: Gēlǎohuì), generalmente traducido como Sociedad de Hermanos Mayores, también conocida como Futaubang, o Banda del Hacha, ya que cada miembro supuestamente llevaba un pequeño hacha dentro de la manga, era una sociedad secreta y un movimiento de resistencia clandestino contra la dinastía Qing. Aunque no estaba asociada con el Tongmenghui de Sun Yat-sen, ambas participaron en la Revolución de Xinhai.
Li Hanzhang (李瀚章), gobernador de Hunan durante la dinastía Qing, declaró en el memorial que la Gelaohui "se originó en Sichuan y Guizhou durante mucho tiempo", la sociedad participó en varios levantamientos en China, especialmente en la provincia de Hunan durante 1870 y 1871. Numerosas personas notables a finales del siglo XIX y principios del XX en la historia de China (incluidos Zhu De, Wu Yuzhang, Liu Zhidan y He Long) eran miembros de la Gelaohui.
La sociedad era contraria a la dinastía Qing, fuertemente xenófoba y anti-manchú. La Gelaohui participó activamente en la Revolución de Xinhai de 1911, además de participar en ataques a misiones católicas y conversos en 1912.
Al principio estaba bastante dispuesta a enfrentarse a otras minorías chinas "oprimidas", incluso varios miembros musulmanes chinos de la Gelaohui participaron en la Revolución de Ningxia, y había un número sustancial de musulmanes que pertenecían a la Gelaohui en la provincia de Shaanxi.
Durante la Revolución de Xinhai de Xinkiang, hubo enfrentamientos relacionados con la Sociedad de Hermanos Mayores.

## Orígenes
Respecto a la cuestión de los orígenes de la Gelaohui hay todavía mucha incertidumbre. Aún se desconoce la fecha exacta de su establecimiento.

### Origen compartido con la Tiandihui
Se cree que la Gelaohui tuvo el mismo origen que la Tiandihui, muy crítica a la dinastía Qing. Fundada por Zheng Chenggong durante el período Kangxi de la dinastía Qing para "oponerse a la dinastía Qing y restaurar la dinastía Ming" (反清复明). Esta ha sido durante mucho tiempo la teoría más popular en la historiografía china. Esta teoría se originó a partir de los revolucionarios representados por Tao Chengzhang y otros durante la Revolución de 1911.

### Reinado de Qianglong
Se cree que la Gelaohui se remonta al reinado de Qianlong, mientras que su formación real tuvo lugar durante el período Jiaqing y el período Daoguang. La Yansi (咽嗜) y la Qianhui (钱会) de Sichuan pueden considerarse las predecesoras de la Gelaohui. El traslado de la organización de Sichuan a Huguang se realizó básicamente simultáneamente con la afluencia de sal de Sichuan.
El japonés Shū Hirayama (平山周) afirmó claramente que la Gelaohui se estableció durante el reinado de Qianlong. Como amigo de Sun Yat-sen y simpatizante de la Revolución China, visitó la sociedad muchas veces para investigar el funcionamiento interno y escribió el libro El Partido Revolucionario Chino y las sociedades secretas, que se publicó en 1911.

### Gelaohui/Guoluhui
Se cree que la Gelaohui es la misma que la Guoluhui (啯 噜 会), porque "Gelao" es una transcripción fonética de la palabra "Guolu".

### Consecuencia de la integración y crecimiento de la Tiandihui y la Bailianjiao
Algunos eruditos en Japón y los Estados Unidos creen que la Gelaohui fue el resultado de la integración y el desarrollo de la Tiandihui y la Bailianjiao a finales de la dinastía Qing, pero la Gelaohui no tuvo el mismo origen que la Tiandihui.

### Crecimiento a partir de la Jianghuhui
Se cree que la Gelaohui se desarrolló a partir de la Jianghuhui (江湖 会), que a su vez provino de la Renyihui (仁义 会) y la Tiandihui.

### Ejército de Xiang
Una opinión es que es más probable que comenzara como una rama o un nombre alternativo de la llamada "camarilla de la Hermandad" dentro del Ejército de Xiang. Se cree que alrededor del 30% del ejército de Xiang pudo haber sido miembros de la Gelaohui, y después de la disolución del ejército a raíz de la rebelión Taiping, se extendió a lo largo del Yangtze para convertirse en una orden de la Tríada. La Geolaohui se asoció cada vez más con los revolucionarios del Tongmenhui de Sun Yat-sen durante la década de 1880, participando en la Revolución de Xinhai contra la dinastía Qing e infiltrándose en el ejército y el sistema educativo.

### Originaria de la Guoluhui en Sichuan
Se cree que la Gelaohui se originó a partir de la Guoluhui de Sichuan a principios del reinado de Qianlong. En el período Jiaqing y el período Daoguang, debido al movimiento hacia el norte de las fuerzas de la Tiandihui, se fusionó con las fuerzas de la Bailianjiao y el Partido Guolu (啯噜党) en el área de Chuan Chu (川楚). Y se infiltraron e integraron entre sí para formar el nombre de Gaolaohui. Durante el reinado del período Tongzhi y el período Guangxu, con la desmovilización del ejército de Xiang y el rápido aumento del número de trabajadores arruinados y desempleados, la Gelaohui floreció. No fue una mera reproducción o una variación del nombre de las organizaciones de Guolu. Tomando al Guolu como su embrión, el Gelaohui absorbió y fusionó algunas de las características de la Tiandihui y la Bailianjiao, y fue un rápido desarrollo de una organización en China bajo condiciones sociales específicas.

## Movimiento anticolonial
Habiendo comenzado como una organización anti-manchú, en 1891 la Gelaohui había crecido para abarcar una amplia variedad de objetivos revolucionarios. Sus miembros fueron acusados de disturbios contra los extranjeros alrededor del delta del Yangtze, aparentemente con la esperanza de provocar a los extranjeros y dañar la posición internacional del gobierno chino, y acusados de infiltrarse en escuelas para fomentar el sentimiento antioccidental. Su postura de gobierno los llevó a disputas con los caudillos musulmanes partidarios del gobierno. Después de que el gobierno alemán tomó el control de Shandong, muchos chinos temieron que los misioneros extranjeros y muy posiblemente todas las actividades cristianas fueran intentos coloniales de "cortar el melón", es decir, dividir y colonizar China trozo a trozo. Un funcionario chino expresó la animosidad hacia los extranjeros de manera sucinta: "Quiten a sus misioneros y su opio y serán bienvenidos".
Durante y después de la Revolución de Xinhai de 1911, las tropas musulmanas chinas bajo el mando de Ma Anliang se pusieron del lado del gobierno de Yuan Shikai, y la Gelaohui fue reprimida en las provincias musulmanas. Los miembros capturados fueron decapitados públicamente. La postura pro-Yuan Shikai de los gobernadores musulmanes causó un aumento de las rencillas entre ellos y la Gelaohui, y durante la Rebelión de Bai Lang, la Gelaohui en Henan se puso del lado de las fuerzas revolucionarias, lo que llevó a una serie de masacres.

## Década de 1930: ocaso
La Gelaohui continuó existiendo como un grupo amplio y poco afiliado de cientos de miles hasta bien entrada la década de 1930, aunque su influencia se redujo drásticamente al final de la Era de los señores de la guerra, el ascenso al poder de Chiang Kai-shek y la devastación del país durante la Segunda Guerra Mundial, la segunda guerra sino-japonesa y la guerra civil china. Sin embargo, la influencia de la sociedad siguió siendo sustancial hasta que los comunistas tomaron el poder en 1949; en 1936, por ejemplo, Mao Zedong escribió una carta abierta a la Gelaohui declarándola legales bajo el gobierno chino y solicitando su ayuda. A partir de 1949, sin embargo, la sociedad fue reprimida y se cree que ha desaparecido.
Entre los "principios" de la Gelaohui estaba el "odio al extranjero", del cual se derivaba "el odio a los manchúes", y fomentaba la matanza de extranjeros.
La Gelaohui odiaba a los extranjeros y cristianos. Durante la Revolución de Xinhai en 1912, atacaron las misiones católicas en Sandaohe, Ningxia, pero las fuerzas musulmanas chinas bajo el mando del general musulmán Ma Fuxiang protegieron las misiones.
La Gelaohui y el señor de la guerra musulmán Ma Fuxiang llegaron a un acuerdo en 1922, en el que Ma Fuxiang accedió a permitir que el Gelaohui extorsionara a los comerciantes de lana de Baotou con dinero de protección.
El general musulmán Ma Lu (马禄) era miembro de la Gelaohui. Luchó contra los japoneses en la Segunda Guerra Mundial junto con el general musulmán Ma Biao.
El general musulmán Ma Yuanlin (马元林) era miembro de la Gelaohui.